# San Germán (Porto Rico)
San Germán è una città di Porto Rico situata nell'entroterra sud-occidentale dell'isola. L'area comunale confina a nord con Mayagüez e Maricao, a est con Sabana Grande, a sud con Lajas e a ovest con Cabo Rojo e Hormigueros. Il comune, che fu fondato nel 1573, oggi conta una popolazione di oltre 37 000 abitanti ed è suddiviso in 19 circoscrizioni (barrios).
È la città natale dell'attore Benicio del Toro.

## Geografia fisica

### Territorio

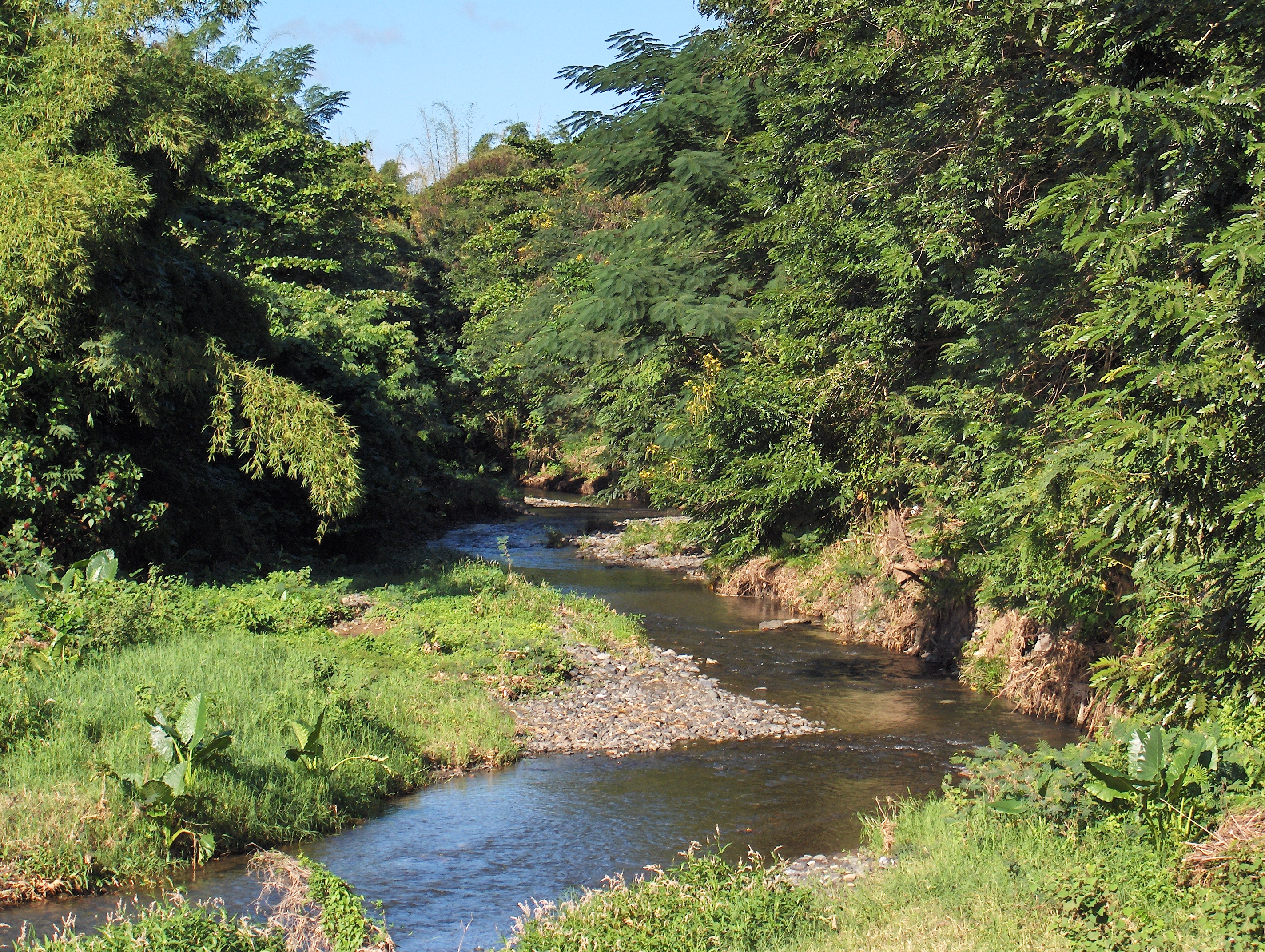
Vista ovest del Río Hoconuco.

La parte settentrionale è dominata dalla Cordigliera Centrale, con altitudini moderate e una vegetazione rigogliosa. Nella parte meridionale si estendono valli e pianure, ideali per l'agricoltura. Tra queste, la Valle di Lajas, è una delle principali aree agricole della regione, mentre la pianura costiera di Cabo Rojo, sebbene non direttamente parte di San Germán, si trova nelle vicinanze, con terreni ferrili che si estendono verso la costa sud-occidentale. La città è attraversata da fiumi come il río Loco e il río Guánica, che sono fondamentali per l'irrigazione e la biodiversità. Il río Loco attraversa anche una valle agricola, arricchendo ulteriormente il paesaggio locale.

### Clima

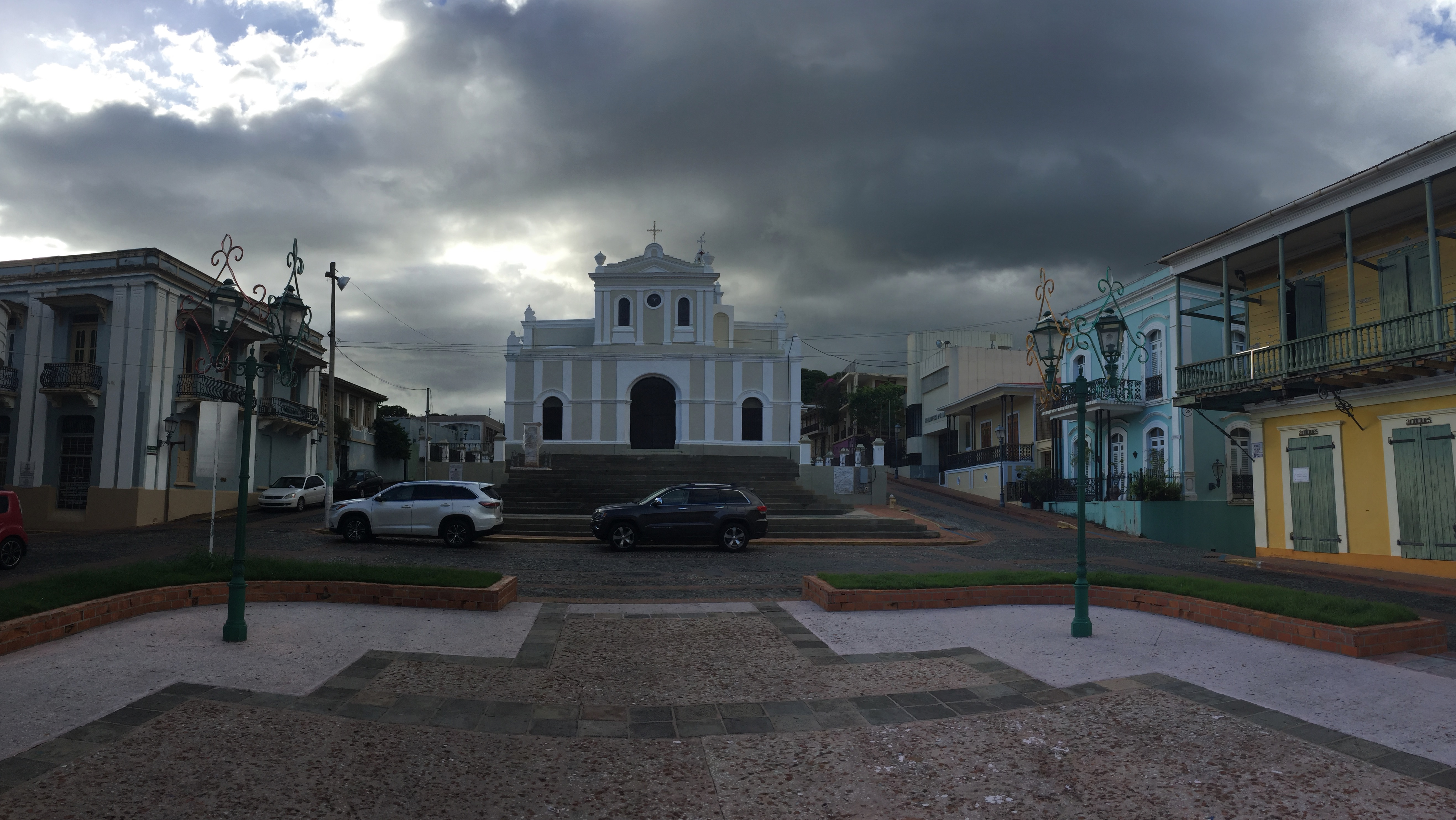

San Germán ha un clima tropicale umido, caratterizzato da temperature calde tutto l'anno (classificazione Köppen-Geiger Cfa), con medie comprese tra 24°C e 30°C. La stagione delle piogge va da maggio a novembre, con precipitazioni abbondanti, mentre la stagione secca si estende da dicembre ad aprile. L'umidità è elevata, oscillando tra il 70% e il 90%, e gli alisei atlantici contribuiscono a una ventilazione costante. La città può essere influenzata dagli uragani, soprattutto tra agosto e ottobre. Essendo situata nell'entroterra, ha temperature leggermente più miti rispetto alle zone costiere vicine.

## Storia

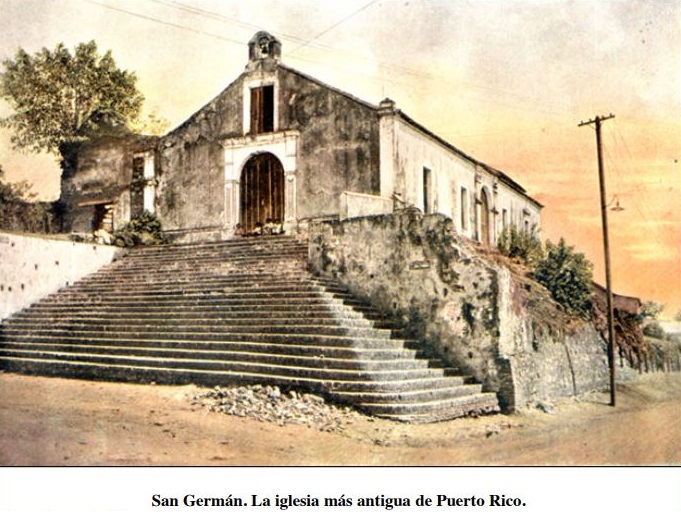
Porta Coeli, una delle chiese più antiche di Porto Rico

L'insediamento spagnolo a San Germán si è verificato all'inizio della conquista e della colonizzazione di Porto Rico. Dopo la distruzione di un piccolo insediamento precoce con lo stesso nome vicino a Añasco moderno durante una rivolta dei Taíno che iniziò nel febbraio 1511, nel 1512 il nuovo insediamento fu costruito da Miguel Díaz a Guayanilla e prese il nome da Germana de Foix, la seconda moglie del re Fernando II, e in riferimento a Germano d'Auxerre. Questa città fu attaccata dai corsari francesi nell'agosto del 1528, nel 1538 e nel 1554. La costruzione di un piccolo forte iniziò nel 1540, ma i lavori si fermarono nel 1546 quando la popolazione iniziò a spostarsi nell'entroterra dell'attuale posizione moderna.
Il 12 maggio 1571, il pubblico reale (Real Audiencia) di Santo Domingo autorizzava che San Germán e Santa María de Guadianilla fossero fuse in una sola città a causa dei costanti attacchi francesi. La nuova città fu costruita sulle colline di Santa Marta, vicino al fiume Guanajibo nel 1573. Il suo nome ufficiale era Nueva Villa de Salamanca, dal nome della città di Salamanca in Spagna. Tuttavia, la popolazione la chiamò San Germán el Nuevo e, infine, Villa de San Germán.

## Monumenti e luoghi d'interesse

### Architetture religiose
San Germán vanta una ricca eredità storica e architettonica, con numerose strutture religiose che testimoniano la sua lunga tradizione cattolica.

#### Iglesia San Germán de Auxerre

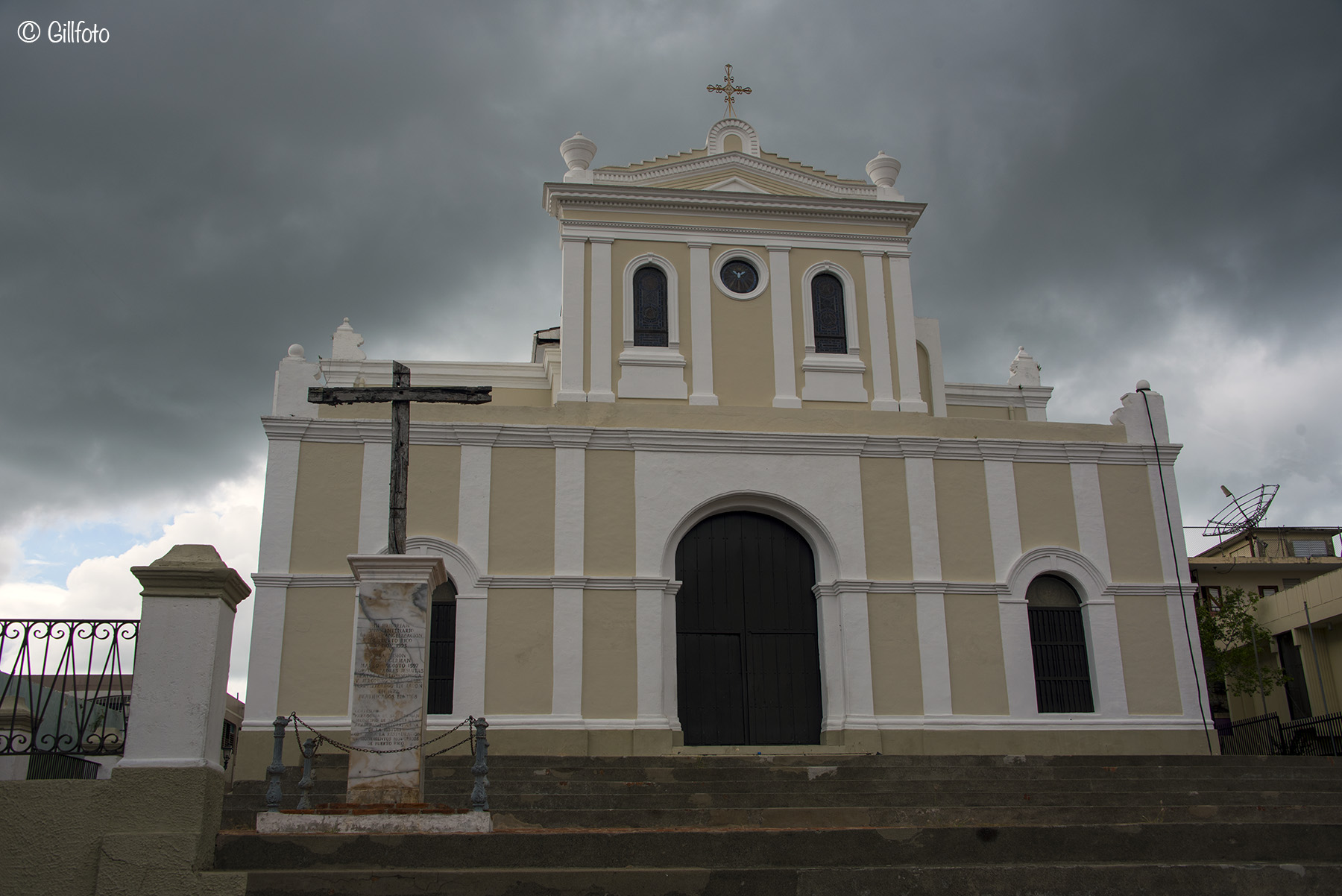

Fondata nel 1688, la struttura attuale è stata ricostruita tra il 1717 e il 1739 dopo che i terremoti danneggiarono l’edificio originale. Il nome è un omaggio a San Germano d'Auxerre, un vescovo francese del V secolo. Nel corso dei secoli, la chiesa ha subito diversi restauri per preservarne la struttura e l'importanza storica.
Presenta una facciata semplice con un campanile e una struttura in pietra, tipica delle chiese dell'epoca coloniale. L'interno è caratterizzato da un soffitto a volta, altari decorati e numerose opere d'arte sacra, tra cui dipinti e sculture raffiguranti santi e scene bibliche. La disposizione segue il tipico schema delle chiese spagnole, con una navata principale e cappelle laterali.

#### Convento Porta Coeli

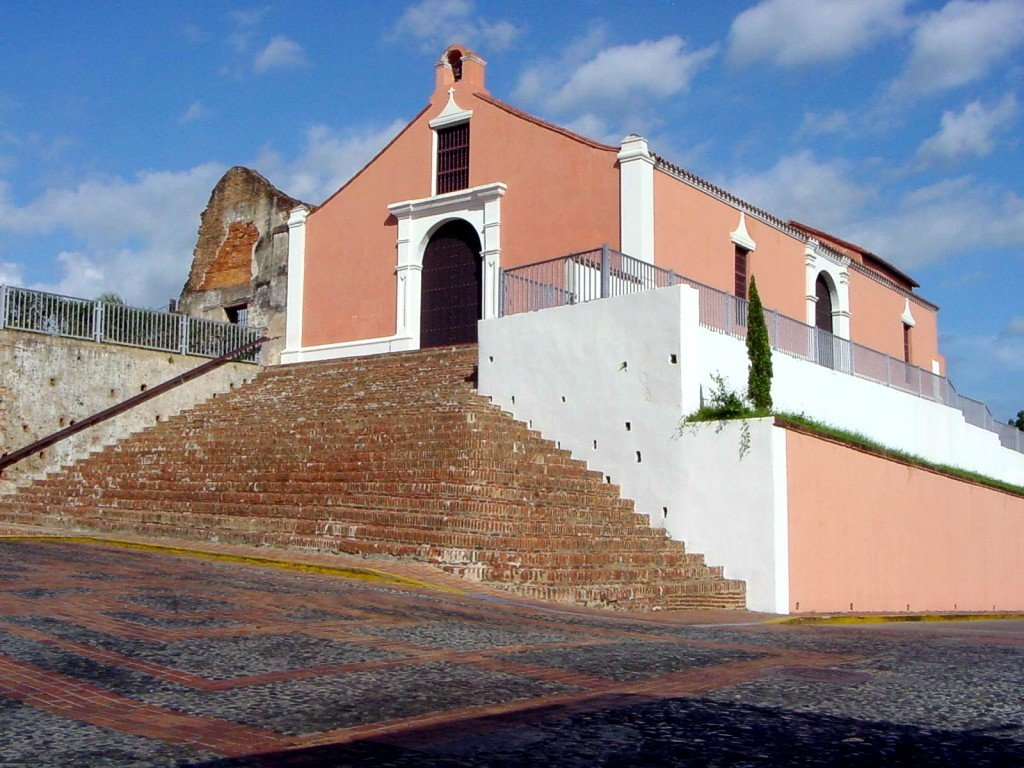

Costruito dai frati francescani come convento e chiesa missionaria, Porta Coeli (che in latino significa "Porta del Cielo") aveva lo scopo di evangelizzare la popolazione indigena e i coloni spagnoli.
Nel corso dei secoli, la struttura ha subito vari restauri e cambiamenti di funzione. Nel 19° secolo, il convento fu chiuso e l'edificio venne utilizzato per diversi scopi.
Nel 1930, il governo di Porto Rico avviò un importante restauro per preservare l'edificio e convertirlo in un museo.
L'edificio presenta un design coloniale spagnolo semplice, con una facciata bianca e un grande portale con timpano. Il campanile e il tetto a capriate riflettono l'influenza architettonica dell’epoca. L’interno è sobrio e privo di decorazioni elaborate, caratteristica tipica delle strutture monastiche francescane.
Porta Coeli è riconosciuto come uno dei monumenti storici più importanti di Porto Rico ed è inserito nel Registro Nazionale dei Luoghi Storici degli Stati Uniti.
L’ex convento è oggi sede del Museo di Arte Religiosa, che espone una collezione di dipinti e sculture sacre risalenti al periodo coloniale.
Rappresenta una delle principali attrazioni turistiche di San Germán, attirando visitatori per il suo valore storico, architettonico e culturale.

#### Altre chiese
- Iglesia Roca Fuerte
- Iglesia Metodista La Comunidad
- Iglesia Tabernáculo de Avivamiento
- Misión Ortodoxa San Juan Clímaco
- Iglesia de Jesucristo de los Santos de los Últimos Días
- Iglesia Cristiana El Shaddai
- Iglesia de la Comunidad
- Iglesia Cristiana Renacer
- Iglesia Sagrada Familia
- Iglesia Cuidad Refugio
- Iglesia Vida Abundante
- Iglesia Adventista del Séptimo Día
- Parroquia Ermita Nuestra Señora del Rosario
- Parroquia Santa Rosa de Lima
- Santuario María Reina del Mundo
- Capilla Paúl A.Wolfe Memorial
- Capilla Nuestra Señora de la Consolación
- Capilla Nuestra Señora de Fátima

### Architetture civili

#### Casa Morales

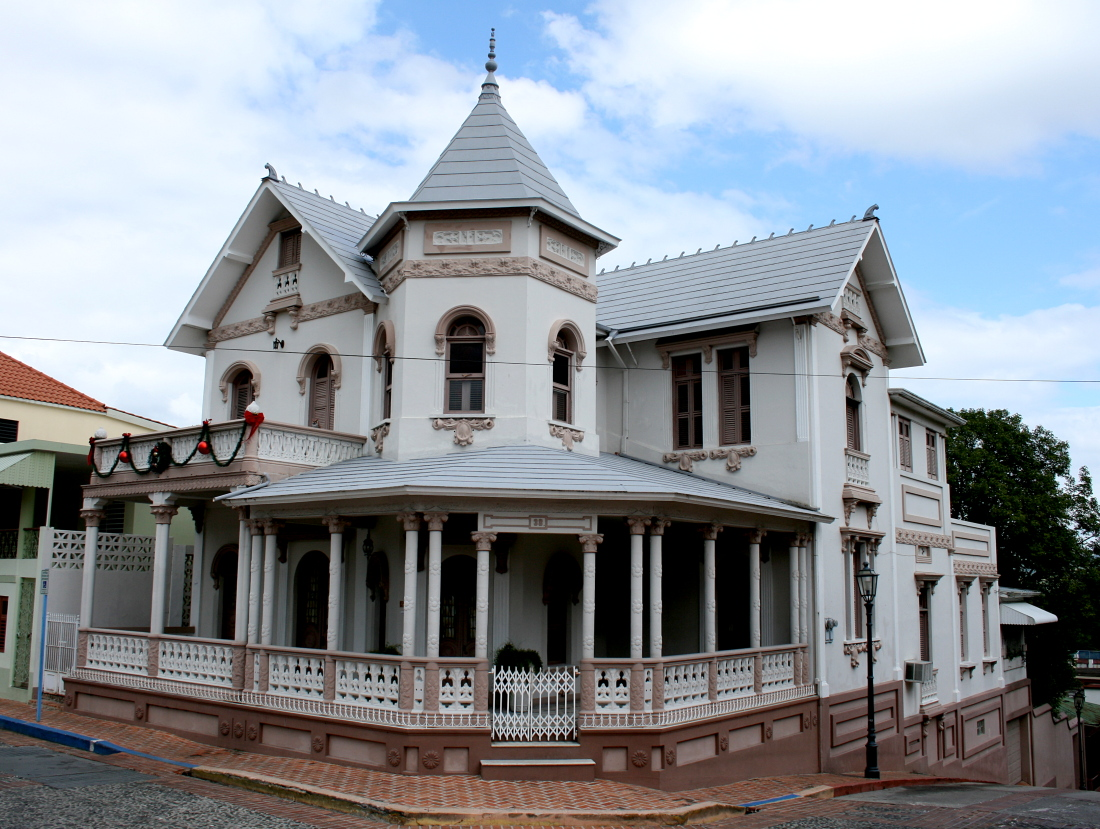

La Casa Morales è un esempio rappresentativo dell'architettura coloniale con influenze del XIX secolo, caratterizzata da una facciata elegante, balconi in legno e finestre con persiane, tipiche delle costruzioni storiche della regione. Al suo interno, conserva un cortile centrale, un elemento distintivo delle case coloniali.
Oggi ospita mostre d'arte, eventi culturali e attività comunitarie, diventando un punto di riferimento per la cultura e la storia di San Germán e di Porto Rico. Con il suo restauro, rappresenta un'importante risorsa per la conservazione e la promozione delle tradizioni e della cultura locale.

#### Casa Lola Rodríguez de Tió
La Casa Lola Rodríguez de Tío è stata la residenza della poetessa e attivista, che ha vissuto lì durante una parte significativa della sua vita. L'edificio è stato testimone del suo impegno politico e letterario, nonché delle sue interazioni con altri attivisti e intellettuali del periodo. La casa rappresenta un'importante testimonianza storica del XIX secolo e del movimento indipendentista portoricano.

## Società

### Evoluzione demografica
Durante il periodo coloniale, la popolazione era principalmente composta da coloni spagnoli, indigeni Taíno e schiavi africani. Nel XIX secolo, la città continuò a crescere lentamente, con un mix di vita urbana e rurale, e subì l'influenza della dominazione statunitense nel 1898.
Nel XX secolo, la migrazione verso le città industrializzate e gli Stati Uniti (particolarmente New York e Florida) ridusse la popolazione locale. Tuttavia, la città ha visto una stabilizzazione alla fine del secolo, con un aumento dell'urbanizzazione e una diminuzione della popolazione giovane.
Oggi, la popolazione è di circa 30.000-35.000 abitanti e continua a essere prevalentemente ispanica. Nonostante il declino della popolazione giovane, la città sta cercando di attirare turisti e studenti grazie al suo patrimonio storico e alle università locali.

### Etnie e minoranze straniere
- Porto Rico: 85-90%
- Repubblica Dominicana: 4-5%
- Haiti: 2-3%
- Stati Uniti continentali: 1-2%
- Giamaica: 1%